# Вільямс-Бей (Вісконсин)
Вільямс-Бей (англ. Williams Bay) — селище (англ. village) в США, в окрузі Волворт штату Вісконсин. Населення — 2953 особи (2020).

## Географія
Вільямс-Бей розташований за координатами 42°34′44″ пн. ш. 88°32′44″ зх. д. / 42.57889° пн. ш. 88.54556° зх. д. (42.578838, -88.545631).  За даними Бюро перепису населення США в 2010 році селище мало площу 7,24 км², уся площа — суходіл. В 2017 році площа становила 8,98 км², з яких 7,24 км² — суходіл та 1,75 км² — водойми.

## Демографія
Згідно з переписом 2010 року, у селищі мешкали 2564 особи в 1061 домогосподарстві у складі 706 родин. Густота населення становила 354 особи/км².  Було 1985 помешкань (274/км²).
Расовий склад населення:
| - 94,3 % — білих - 0,8 % — азіатів - 0,6 % — чорних або афроамериканців - 0,3 % — корінних американців - 0,1 % — вихідців з тихоокеанських островів - 3,0 % — осіб інших рас |

До двох чи більше рас належало 0,9 %. Частка іспаномовних становила 6,5 % від усіх жителів.
За віковим діапазоном населення розподілялося таким чином: 22,8 % — особи молодші 18 років, 59,3 % — особи у віці 18—64 років, 17,9 % — особи у віці 65 років та старші. Медіана віку мешканця становила 43,5 року. На 100 осіб жіночої статі у селищі припадало 93,1 чоловіків;  на 100 жінок у віці від 18 років та старших — 90,8 чоловіків також старших 18 років.
Середній дохід на одне домашнє господарство  становив 88 512 долари США (медіана — 68 191), а середній дохід на одну сім'ю — 114 947 доларів (медіана — 83 450). Медіана доходів становила 55 119 доларів для чоловіків та 41 591 долар для жінок. За межею бідності перебувало 6,3 % осіб, у тому числі 6,6 % дітей у віці до 18 років та 5,2 % осіб у віці 65 років та старших.
Цивільне працевлаштоване населення становило 1264 особи. Основні галузі зайнятості: освіта, охорона здоров'я та соціальна допомога — 33,0 %, виробництво — 14,2 %, науковці, спеціалісти, менеджери — 10,0 %, фінанси, страхування та нерухомість — 8,1 %.